# Gardena (Califòrnia)
Gardena és una ciutat dels Estats Units a l'estat de Califòrnia. Segons el cens del 2000 tenia 57.746 habitants.

## Demografia
Segons el cens del 2000, Gardena tenia 57.746 habitants, 20.324 habitatges, i 14.023 famílies. La densitat de població era de 3.830,9 habitants/km².
Dels 20.324 habitatges en un 33,5% hi vivien nens de menys de 18 anys, en un 44,5% hi vivien parelles casades, en un 18,1% dones solteres, i en un 31% no eren unitats familiars. En el 25,5% dels habitatges hi vivien persones soles el 8,2% de les quals corresponia a persones de 65 anys o més que vivien soles. El nombre mitjà de persones vivint en cada habitatge era de 2,8 i el nombre mitjà de persones que vivien en cada família era de 3,38.
Per edats la població es repartia de la següent manera: un 25,8% tenia menys de 18 anys, un 8,7% entre 18 i 24, un 32,3% entre 25 i 44, un 20,9% de 45 a 60 i un 12,4% 65 anys o més.
L'edat mediana era de 34 anys. Per cada 100 dones de 18 o més anys hi havia 91,4 homes.
La renda mediana per habitatge era de 38.988 $ i la renda mediana per família de 44.906 $. Els homes tenien una renda mediana de 32.951 $ mentre que les dones 29.908 $. La renda per capita de la població era de 17.263 $. Entorn del 12,3% de les famílies i el 15,7% de la població estaven per davall del llindar de pobresa.

## Poblacions més properes
El següent diagrama mostra les poblacions més properes.